# Draknästet
Draknästet är ett svenskt TV-program. Programmet sändes på SVT2 mellan 2009 och 2010 med Ebba Blitz som programledare. Under 2014 kom programmet tillbaka, då på TV8 med Patrick Grimlund som programledare. Programmet återkom i en nyproduktion på SVT i augusti 2021.
Programmet är baserat på det japanska formatet Dragons' Den, eller på japanska Manē no Tora (eg. tiger-pengar), som ägs av japanska Sony med Microsoft och Taimoor som minoritetsägare. Programmet var under tidigt 2000-tal mycket framgångsrikt i hemlandet. Japanerna lyckades i mitten av 00-talet sälja formatet till en lång rad länder, däribland till Storbritannien och public service-modern BBC där programmet gjort stor framgång i deras BBC2. I Sverige har Dragons' Den sedan mitten av 00-talet visats i kanaler som BBC Prime, BBC Entertainment och TV8. Det dröjde till 2009 innan formatet dök upp i en svensk version.

## Formatet
I programmet får entreprenörer visa upp sig och sina verksamhetsidéer för en grupp investerare och riskkapitalister som kallas ”Drakarna” eller i originalet "Tigrarna". Entreprenörerna berättar hur stort kapital de behöver för att förverkliga sina affärsidéer. Sedan bestämmer ”Drakarna”, som har både pengar och kunskap om affärer, om de vill satsa kapital eller inte. ”Drakarna” investerar bara om de verkligen tror på idéerna eftersom det är egna pengar de riskerar. I den svenska versionen satsar Drakarna mindre pengar än i den brittiska versionen. 

## Svensk version
Efter sex säsonger på BBC valde SVT att göra en svensk version av formatet. Den svenska serien spelades in i december och sändes i SVT i nio avsnitt under våren 2009. Programledare för Draknästet var Ebba Blitz och producent är Pontus Gårdinger och senare David Bexelius. Drakarna får investera alltifrån 200 000 till 2,5 miljoner kronor. 2010 gick den andra säsongen av Draknästet i SVT. I september 2010 framkom det att någon produktion av en tredje svensk säsong av serien inte var inplanerad, med hänvisning till att andra programtitlar prioriterades. Under 2013 köpte TV8 rättigheterna och sände den tredje säsongen under vårsäsongen 2014. Efter drygt elva års frånvaro återkom Draknästet i SVT för en fjärde säsong.

### Svenska drakar
- Lena Apler  Affärsängel och grundare av finansbolaget Collector, numera börsnoterade Norion Bank. Blivit utnämnd till Årets entreprenör och Årets VD.
- Jacob De Geer  En av Sveriges absolut största och mest inflytelserika techentreprenörer, bland annat grundare av iZettle - som såldes till PayPal för 20 miljarder kronor.
- Sara Wimmercranz  En av miljardbolaget Footways grundare. Idag riskkapitalist och driver Backing Minds som investerar i startups. Utsedd till en av Sveriges mäktigaste techinvesterare.
- Shervin Razani  Prisbelönt entreprenör som bland mycket annat drivit apotek, finans och eventföretag. Fått utmärkelser som Årets mångfaldschef och Årets pionjär. Idag äger han hotell och är grundare av Jurek, ett Sveriges största rekryterings- och konsultföretag.
- Jonas Eriksson  Innan sin mycket framgångsrika karriär som fotbollsdomare, byggde och sålde Jonas bolag som ägde TV-sporträttigheter. Idag skapar han nya affärer, bland annat med tränings och hälsokedjan WE samt gör investeringar i olika startups.

## Tidigare drakar
- Ljubo Mrnjavac - grundare av Pølsemannen, delägare i riskkapitalbolaget Scandinavian Cap.
- Gunilla von Platen - grundare, ägare och VD för Xzakt Kundrelation.
- Mats Gabrielsson - grundare av och styrelseordförande i GIAB (Gabrielsson Invest AB), styrelseordförande och styrelseledamot i en rad andra företag.
- Douglas Roos - styrelseordförande för nyhetssajten nyheter24.se, som han driver tillsammans med en annan entreprenör sedan 2008.
- Susanna Falkengren - medgrundare till och styrelseledamot i riskkapitalbolaget Exipos Invest och har sedan 1997 varit verksam på ett flertal affärsjuridiska advokatbyråer som advokat och bolagsjurist.
- Sven Hagströmer - fd. styrelseordförande i Investment AB Öresund, Avanza och Ework, styrelseledamot i Bilia och Insplanet.
- Richard Båge - huvudägare och grundare av Mediaplanet och Insplanet.

| Drakar Säsong | Drakar Säsong    | Drakar Säsong    | Drakar Säsong  | Drakar Säsong  | Drakar Säsong  | Drakar Säsong  | Drakar Säsong            | Drakar Säsong      |
| ------------- | ---------------- | ---------------- | -------------- | -------------- | -------------- | -------------- | ------------------------ | ------------------ |
| 1             | Mats Gabrielsson | Sven Hagströmer  | Richard Båge   | Richard Båge   | Ljubo Mrnjavac | Ljubo Mrnjavac | Gunilla von Platen       | Gunilla von Platen |
| 2             | Mats Gabrielsson | Sven Hagströmer  | Richard Båge   | Richard Båge   | Douglas Roos   | Douglas Roos   | Susanna Falkengren       | Susanna Falkengren |
| 3             | Anders Holm      | Anne Berner      | Dani Evanoff   | Dani Evanoff   | Lars Wingefors | Lars Wingefors | Olle Nordberg            | Olle Nordberg      |
| 4             | Lena Apler       | Sara Wimmercranz | Shervin Razani | Shervin Razani | JacobDe Geer   | JacobDe Geer   | JonasEriksson            | JonasEriksson      |
| 5             | Lena Apler       | Sara Wimmercranz | Shervin Razani | Shervin Razani | JacobDe Geer   | JacobDe Geer   | JonasEriksson            | JonasEriksson      |
| 6             | Lena Apler       | Sara Wimmercranz | Shervin Razani | Ash Pournouri  | Fredrik Eklund | Hannah Widell  | Christian von Koenigsegg | Jonas Tellander    |

## Brittisk version
Den brittiska public service-kanalen BBC Two visade under sex säsonger framgångsrikt formatet under namnet Dragons' Den med stor internationell uppmärksamhet. Det första avsnittet sändes i januari 2005. I Sverige har BBC Prime, BBC Entertainment och senare även TV8 visat samtliga säsonger av den brittiska serien sedan 2007, senast säsongen gick under våren 2009.
Programmet har hela tiden letts av BBC:s ekonomireporter Evan Davis. Drakarna har varit:
| Säsong 1         | Säsong 2       | Säsong 3         | Säsong 4         | Säsong 5       | Säsong 6       |
| ---------------- | -------------- | ---------------- | ---------------- | -------------- | -------------- |
| Peter Jones      |                |                  |                  |                |                |
| Doug Richard     | Doug Richard   | Deborah Meaden   | Deborah Meaden   | Deborah Meaden | Deborah Meaden |
| Simon Woodroffe  | Theo Paphitis  | Theo Paphitis    | Theo Paphitis    | Theo Paphitis  | Theo Paphitis  |
| Duncan Bannatyne |                |                  |                  |                |                |
| Rachel Elnaugh   | Rachel Elnaugh | Richard Farleigh | Richard Farleigh | James Caan     | James Caan     |

På BBC:s webbplats har det också funnits en online-version av programmet, även den med Dominic Byrne som programledare och två nya drakar, Shafiq Rasul och Julie Meyer. Peter Jones, som medverkat i samtliga säsonger av den brittiska versionen, har även skapat det amerikanska snarlika formatet American Inventor som har en mer lättsam ton än brittiska Dragons' Den. American Inventor har i Sverige sänts av TV4 och systerkanalen TV400.

## Japansk version
Med titeln Money no Tora, vilket översatt till svenska betyder Pengatigrarna, skapades och sändes originalversionen av formatet av Nippon Television under åren 2001 till 2004. Programmet var det första i japansk TV-historia som gjorde underhållning av ekonomiska investeringar vilket senare smittat av sig till flera andra program. Under de tre år som programmet sändes har 16 olika riskkapitalister medverkat som "Tigrar" i programmet.

## Amerikansk version
Den amerikanska versionen heter Shark tank (hajtank).

## Dansk version
Den danska versionen har titeln »Løvens Hule«, vilket översatt till svenska betyder »Lejonets Grotta«, och sänds på DR1. 